# Columbia (Caroline du Sud)
Pour les articles homonymes, voir Columbia.
Columbia est la capitale de l'État de Caroline du Sud, aux États-Unis. S'étendant sur 330,8 km2, la ville comptait, selon le Bureau du recensement des États-Unis, 136 632 habitants lors du recensement de 2020, au sein d'une agglomération de 852 302 habitants, ce qui en fait la deuxième ville la plus peuplée de l'État après Charleston. Située au confluent des rivières Saluda River et Broad formant la Congaree, elle est l'une des destinations prisées par les amateurs de kayak et de canoë. 
La ville est le siège du comté de Richland, et une partie de la ville s’étend dans le comté voisin de Lexington. Le siège de l'université de Caroline du Sud est situé à Columbia.
Columbia est aussi reconnue pour sa qualité de vie et où on trouve beaucoup de lieux culturels et de lieux de détente. Ainsi, la ville a récemment été élue parmi les trente villes des États-Unis les plus agréables à vivre.

## Histoire
Après la guerre d’indépendance américaine, le site a été choisi comme nouvelle capitale de l’État le 22 mars 1786 en raison de son emplacement central dans l’État. Columbia a connu son essor lorsqu’elle a été reliée par une voie navigable directe à Charleston par le canal Santee. En 1816, quelque 250 maisons avaient été construites dans la ville pour une population de plus de 1 000 habitants. La ville a continué à se développer à un rythme rapide tout au long des années 1850 et 1860. Columbia était devenue la plus grande ville de l’intérieur des Carolines. En 1850, la quasi-totalité de l’activité commerciale et économique de la ville était liée au coton. 
Columbia a joué un rôle considérable dans la Confédération pendant la guerre de Sécession. Columbia a été le site de la première convention de sécession du Sud, qui s’est réunie dans la First Baptist Church le 17 décembre 1860. Après sa marche réussie vers la mer, l’armée de l’Union, sous le commandement du général Sherman, s’empara de la ville le 17 février 1865,. Une grande partie de la ville a été détruite par un incendie qui s'est déclenché le lendemain.

## Démographie
| Groupe            | Columbia | Caroline du Sud | États-Unis |
| ----------------- | -------- | --------------- | ---------- |
| Blancs            | 51,7     | 66,2            | 72,4       |
| Afro-Américains   | 42,2     | 27,9            | 12,6       |
| Asiatiques        | 2,2      | 1,3             | 4,8        |
| Métis             | 2,0      | 1,7             | 2,9        |
| Autres            | 1,5      | 2,5             | 6,2        |
| Amérindiens       | 0,3      | 0,4             | 0,9        |
| Océaniens         | 0,1      | 0,1             | 0,2        |
| Total             | 100      | 100             | 100        |
|                   |          |                 |            |
| Latino-Américains | 4,4      | 5,1             | 16,7       |

Selon l'American Community Survey, pour la période 2011-2015, 92,17 % de la population âgée de plus de 5 ans déclare parler anglais à la maison, alors que 4,27 % déclare parler l'espagnol, 0,52 % une langue chinoise et 3,06 % une autre langue.
| 1830  | 1840  | 1850  | 1860  | 1870  | 1880   |
| ----- | ----- | ----- | ----- | ----- | ------ |
| 3 310 | 4 340 | 6 060 | 8 052 | 9 298 | 10 036 |

| 1890   | 1900   | 1910   | 1920   | 1930   | 1940   |
| ------ | ------ | ------ | ------ | ------ | ------ |
| 15 353 | 21 108 | 26 319 | 37 524 | 51 581 | 62 396 |

| 1950   | 1960   | 1970    | 1980    | 1990   | 2000    |
| ------ | ------ | ------- | ------- | ------ | ------- |
| 86 914 | 97 433 | 112 542 | 101 208 | 98 052 | 116 278 |

| 2010    | 2020    | - | - | - | - |
| ------- | ------- | - | - | - | - |
| 129 272 | 136 632 | - | - | - | - |

## Transports
Columbia possède plusieurs aéroports (Columbia Metropolitan Airport, code AITA : CAE, Owens Downtown Airport, code AITA : CUB).

## Sports

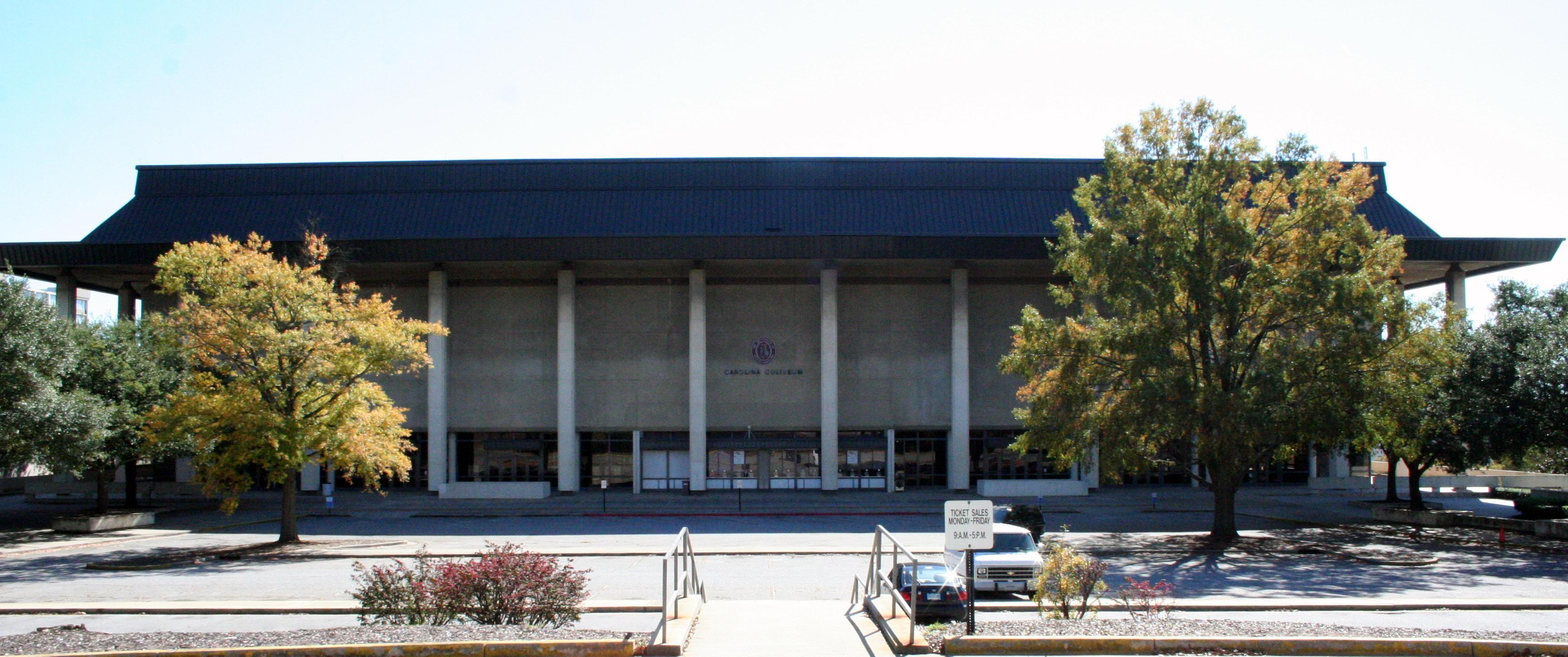
Le Carolina Coliseum, arène des Columbia Inferno.

L'Inferno de Columbia est une franchise de hockey sur glace évoluant en East Coast Hockey League. Cette formation joue ses matchs à domicile au Carolina Coliseum (12 401 places).
Les Rottweilers de Columbia sont une nouvelle franchise de l'American Basketball Association (2006).
Au niveau du sport universitaire, les Gamecocks de la Caroline du Sud défendent les couleurs de l'université de Caroline du Sud dans les compétitions organisées par la NCAA en Southeastern Conference. L'équipe de football américain des Gamecocks joue au Williams-Brice Stadium (80 250 places) tandis que l'équipe de basket-ball évolue au Colonial Life Arena (18 000 places).

## Jumelages
- Accra (Ghana)
- Cluj-Napoca (Roumanie)
- Kaiserslautern (Allemagne) depuis 2000
- Plovdiv (Bulgarie)
- Tcheliabinsk (Russie)